# Neobatrachus pictus
Neobatrachus pictus es una especie de anfibio anuro de la familia Limnodynastidae.

## Distribución geográfica
Esta especie es endémica del sureste de Australia. Habita en el sureste de Australia del Sur, el oeste de Victoria y el extremo suroeste de Nueva Gales del Sur.

## Descripción
Neobatrachus pictus mide hasta 55 mm. Su color varía de gris a amarillo con manchas marrones, oliva o verdes. Su barriga es blanca. A veces usa sus patas traseras para enterrarse en el suelo. Además, en caso de amenaza, acurruca sus piernas y se infla para asustar a los posibles depredadores.
Los renacuajos pueden medir hasta 78 mm y tardar de cuatro a siete meses en metamorfosearse.

## Publicación original
- Peters, 1863: Eine Übersicht der von Hrn. Richard Schomburgk an das zoologische Museum eingesandten Amphibien, aus Buchsfelde bei Adelaide in Südaustralien. Monatsberichte der Königlich Preussischen Akademie der Wissenschaften zu Berlin, vol. 1863, p. 228-236[4]